# 이저우구 (하미시)

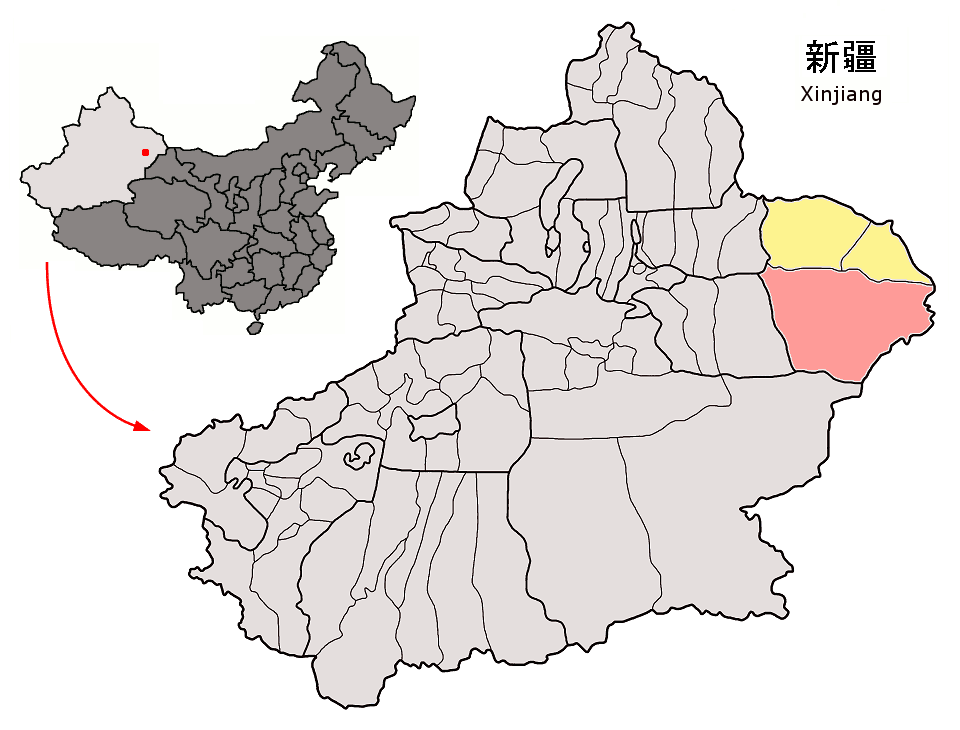
이저우 구의 위치

이저우구(위구르어: ئارا تۈرۈك نارايونى Ara Türük, 중국어: 伊州区, 병음: Yīzhōu Qū)는 신장 위구르 자치구 하미 시의 시할구이다.
이전 명칭은 하미 시(현급시)였으나, 2016년 하미 지구가 하미 시(지급시)로 승격하면서 이저우구로 개편되었다.
중국에서 달콤한 하미과의 본고장으로 유명하다.

## 이름
도시는 위구르어로 '쿠물(Qumul)'로 불린다. 예수회 선교사였던 마테오리치는 1615년에 이 도시를 "카물(Camul)"로 기록했다. 가장 오래된 입증된 중국어 이름은 '쿤모(昆莫, Kūnmò)'이고 한나라 때는 '이우(伊吾, Yīwú)'로 불렸으며 당나라 때는 '이저우(伊州, Yīzhōu)'로 불렸다.
원나라 때는 이 지역의 몽골 이름인 '카밀(Qamil)'로 불렸으며 중국어로 '하밀리(Hāmìlì)'로 번역되었다. 명나라 때 쿠물은 하미(哈密, Hāmì)로 불리게 되었다.

## 지리
투르판처럼 쿠물은 낮은 해발고도에 위치하여 극단적인 기후를 보인다. 연평균 기온은 9.8°C이고 여름 기온은 최고 43 °C까지 오르고 겨울 기온은 최저 -32 °C까지 떨어진다. 연평균 강수량은 35mm이다.

## 인구
2002년 당시 하미의 인구는 519,700명이다. 68.4%가 한족이고, 31.6%의 소수민족 대부분이 위구르족, 카자흐족, 후이족이다.
| 민족     | 인구    | %      |
| -------- | ------- | ------ |
| 한족     | 339.296 | 68,95% |
| 위구르족 | 90.624  | 18,42% |
| 카자흐족 | 43.104  | 8,76%  |
| 후이족   | 14.636  | 2,97%  |
| 몽골족   | 1.970   | 0,4%   |
| 만주족   | 1.293   | 0,26%  |
| 티베트족 | 191     | 0,04%  |
| 투족     | 142     | 0,03%  |
| 둥샹족   | 121     | 0,03%  |
| 좡족     | 119     | 0,02%  |
| 투자족   | 110     | 0,02%  |
| 시버족   | 101     | 0,02%  |
| 러시아인 | 77      | 0,02%  |
| 위구족   | 73      | 0,01%  |
| 기타     | 239     | 0,05%  |

## 행정 구역
5개 가도, 4개 진, 12개 향을 관할한다.
- 가도: 东河区街道, 西河区街道, 新市区街道, 丽园街道, 石油新城街道.
- 진: 雅满苏镇, 七角井镇, 星星峡镇, 二堡镇.
- 향: 沁城乡, 乌拉台哈萨克族乡, 双井子乡, 大泉湾乡, 陶家宫乡, 回城乡, 花园乡, 南湖乡, 五堡乡, 德外里都如克哈萨克族乡, 西山乡, 天山乡, 白石头乡, 柳树沟乡.